# École de l'Art Institute of Chicago
L’École de l'Art Institute of Chicago (School of the Art Institute of Chicago, SAIC), fondée en 1866, est l'une des principales écoles d'art des États-Unis. Située dans le Loop de Chicago, Illinois, elle est associée au musée du même nom.

## Histoire
En 1866, naît la Chicago Academy of Design, située sur Clark Street, dont le financement est assurée par des dons privés issus des entreprises locales. Les locaux déménagent sur Adams Street et disparaissent dans le grand incendie de Chicago en 1871. Après plusieurs années de difficultés, en 1878, est fondée la Chicago Academy of Fine Arts (« école des beaux-arts de Chicago ») qui, au delà de l'enseignement, organise des expositions. En 1882, elle est renommée The Art Institute of Chicago (AIC) : le banquier Charles L. Hutchinson (en) est nommé président jusqu'en 1924. L'école est depuis lors le département pédagogique de l'AIC.

## Personnalités liées à l'université
- Dalida María Benfield, chercheuse et artiste sur les médias numériques
- Eugenia Cheng, chercheuse invitée[2]
- Marisa González (1943-), artiste féministe espagnole
- Sarah Tyson Hallowell, conservatrice de musée[3]
- Sonia Sheridan (1925-2021), pionnière de l'art numérique
- Miriam Syowia Kyambi, artiste kényane[4]
- Ana Maria Tavares (1958-), artiste brésilienne
- Sarah Tyson Hallowell, conservatrice de musée
- Walter E. Massey (en), président de 2010 à 2016.
- Lisa Wainwright (1960-), historienne de l'art américaine, a été doyenne de la faculté et vice-présidente des affaires académique[5]s
- Lisa Marie Thalhammer, peintre et muraliste américaine.